# Janitaš
Janitaš (en macedonio: Јани Таш) es una isla fluvial en el río Vardar, ubicada cerca de la ciudad de Veles, en Macedonia del Norte. Tiene unos 520 metros de largo y unos 50 de ancho, y cubre un área de aproximadamente 1.6 hectáreas.